# Кухва
Кухва или Кукова (рус. Кухва; лет. Kūkova) река је која протиче преко источних делова Летоније (Латгалија) и крајњег запада Русије (Питаловски и Островски рејон у Псковској области). Лева је притока реке Великаје и део басена реке Нарве, односно Финског залива Балтичког мора.
Укупна дужина водотока је 106 km (преко територије Летоније 47 km), а повшина сливног подручја 828 km² (од чега на територији Летоније 461,5 km²). Улива се у Великају код села Трушки на њеном 85. километру узводно од ушћа.
Река Кухва свој ток започиње као отока језера Нумерне у источној Летонији. Углавном тече у смеру северозапада, а у горњем делу тока представља границу између две земље.